# Terrain Élisa
Pour les articles homonymes, voir Elisa.
Terrain Élisa est un lieu-dit de l'île de La Réunion, département d'outre-mer français dans le sud-ouest de l'océan Indien.
Terrain Élisa constitue un quartier de la commune de Sainte-Marie situé à 5km au sud du centre-ville son relief et entre 150m et 300m d'altitude. Le quartier compte 2 100 habitants en 2022 ; un PCDT (Projet Citoyen de Développement de Territoire) éc(H)o Village ELISA est mené jusqu'en 2030 par ses habitants : facebook Siège social du Pacte de Transition Citoyenne Régional Réunion[Quand ?].
Le quartier de Terrain Élisa à Sainte-Marie (La Réunion) tire probablement son nom d'une personne nommée Élisa, qui aurait été propriétaire ou figure notable de cette zone dans le passé. Cependant, aucunes informations précises sur l'origine exacte de ce nom.

Le quartier de Terrain-Élisa est également connu pour son école primaire publique, ouverte depuis le 16 septembre 1968, qui accueille des élèves de la maternelle au CM2 . De plus, il dispose d'infrastructures sportives, telles qu'un plateau sportif comprenant un terrain de football et un boulodrome.